# جيم كير (لاعب كرة قدم أمريكية)
جيم كير (بالإنجليزية: Jim Kerr)‏ هو لاعب كرة قدم أمريكية أمريكي، ولد في 23 يوليو 1939 في كولفر في الولايات المتحدة.

## وصلات خارجية
- جيم كير على موقع مرجع كرة القدم المحترفة.كوم (الإنجليزية)